# Naredo de Fenar
Naredo de Fenar es una localidad española perteneciente al municipio de Matallana de Torío, en la provincia de León, comunidad autónoma de Castilla y León. 
Situado sobre el Arroyo del Valle de Fenar, afluente del Río Torío.
Los terrenos de Naredo de Fenar limitan con los de Matallana de Torío al norte, Robles de la Valcueva al noreste, La Candana de Curueño al este, Pardavé al sureste, Candanedo de Fenar y Solana de Fenar al suroeste, Robledo de Fenar al oeste, y Orzonaga al noroeste.
Perteneció al antiguo Concejo de Fenar.